# Relazioni bilaterali tra Iran e Santa Sede
Le relazioni bilaterali tra Santa Sede e Iran si riferiscono alle relazioni diplomatiche tra la Santa Sede, che è sovrana sulla Città del Vaticano, e la Repubblica Islamica dell'Iran. Sono state notate anche relazioni o somiglianze tra il cattolicesimo romano e l'Islam sciita, che sono rispettivamente le religioni ufficiali della Santa Sede e dell'Iran.

## Storia
I primi rapporti iniziarono durante il regno di Shah Abbas il Grande, quando le ambasciate persiane visitarono il papa. I due paesi intrattengono relazioni diplomatiche formali dal 1954, dal pontificato di Papa Pio XII. Le relazioni sono state mantenute durante la rivoluzione iraniana. L'Iran ha un grande corpo diplomatico in Vaticano, con solo la Repubblica Dominicana che presenta più diplomatici accreditati presso la Santa Sede.
Nel 1979 Papa Giovanni Paolo II inviò un inviato in Iran per aiutare a risolvere la crisi degli ostaggi. Nel 2008 i rapporti tra Iran e Santa Sede si "scaldarono" e Mahmoud Ahmadinejad "ha affermato che il Vaticano è una forza positiva per la giustizia e la pace" durante l'incontro con il nunzio apostolico in Iran, l'arcivescovo Jean-Paul Gobel.
Secondo un articolo di cronaca online di Carol Glatz del Catholic News Service pubblicato sul sito web del CNS giovedì 7 ottobre 2010, il presidente Ahmadinejad "ha detto a Papa Benedetto XVI che avrebbe voluto lavorare più a stretto contatto con il Vaticano nel tentativo di fermare l'intolleranza religiosa e la disgregazione delle famiglie. Il presidente ha anche fatto appello alle religioni del mondo affinché cooperino nella lotta contro la laicità e il materialismo, hanno riferito le agenzie di stampa iraniane. Gli appelli sono arrivati in una lettera che è stata consegnata al papa dal vicepresidente iraniano per gli affari parlamentari Sayyed Mohammad-Reza Mir-Tajeddini, durante un breve incontro il 6 ottobre in Vaticano. Il 7 ottobre il portavoce vaticano, il gesuita padre Federico Lombardi, ha confermato al Catholic News Service che la lettera era stata consegnata al papa e il suo contenuto era già stato pubblicato dai media iraniani. Secondo quanto riportato, la lettera elogiava il papa e il Vaticano per aver criticato le minacce di un pastore statunitense di bruciare copie del Corano l'11 settembre". Il 3 novembre il Papa ha inviato una lettera di risposta al presidente iraniano, in cui affermava che l'istituzione di una commissione bilaterale Vaticano-Iran avrebbe rappresentato un passo auspicabile verso la soluzione dei problemi della Chiesa cattolica in Iran.